# Crinum pronkii
Crinum pronkii är en amaryllisväxtart som beskrevs av Lehmiller. Crinum pronkii ingår i släktet Crinum, och familjen amaryllisväxter. Inga underarter finns listade i Catalogue of Life.